# Cyclophora luteolaria
Cyclophora luteolaria är en fjärilsart som beskrevs av De Villers 1789. Cyclophora luteolaria ingår i släktet Cyclophora och familjen mätare. Inga underarter finns listade i Catalogue of Life.